# Vit knagglav
Vit knagglav (Toninia candida) är en lavart som först beskrevs av Georg Heinrich Weber, och fick sitt nu gällande namn av Theodor 'Thore' Magnus Fries. Vit knagglav ingår i släktet Toninia och familjen Ramalinaceae. Arten är reproducerande i Sverige. Inga underarter finns listade i Catalogue of Life.

## Galleri

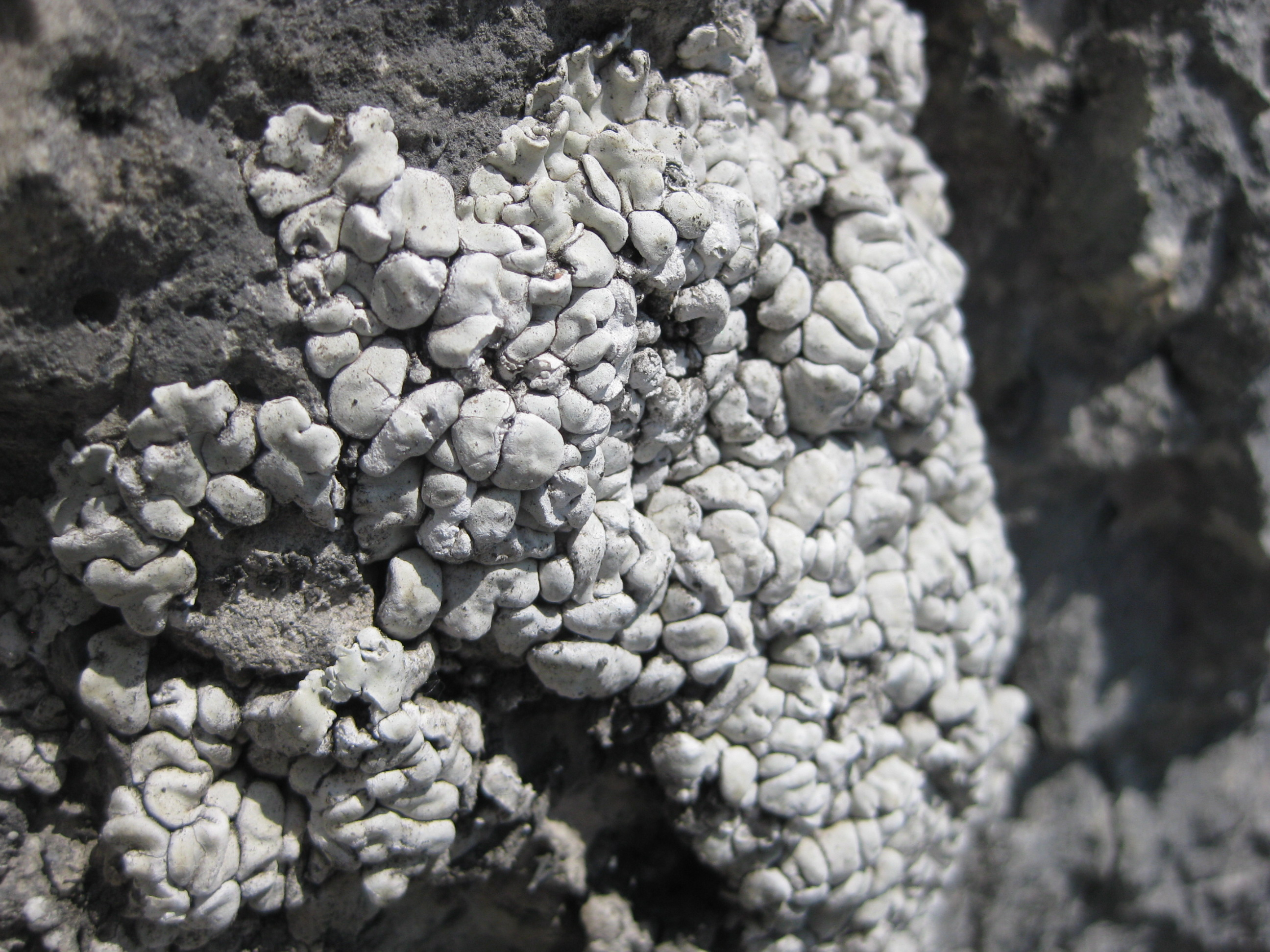
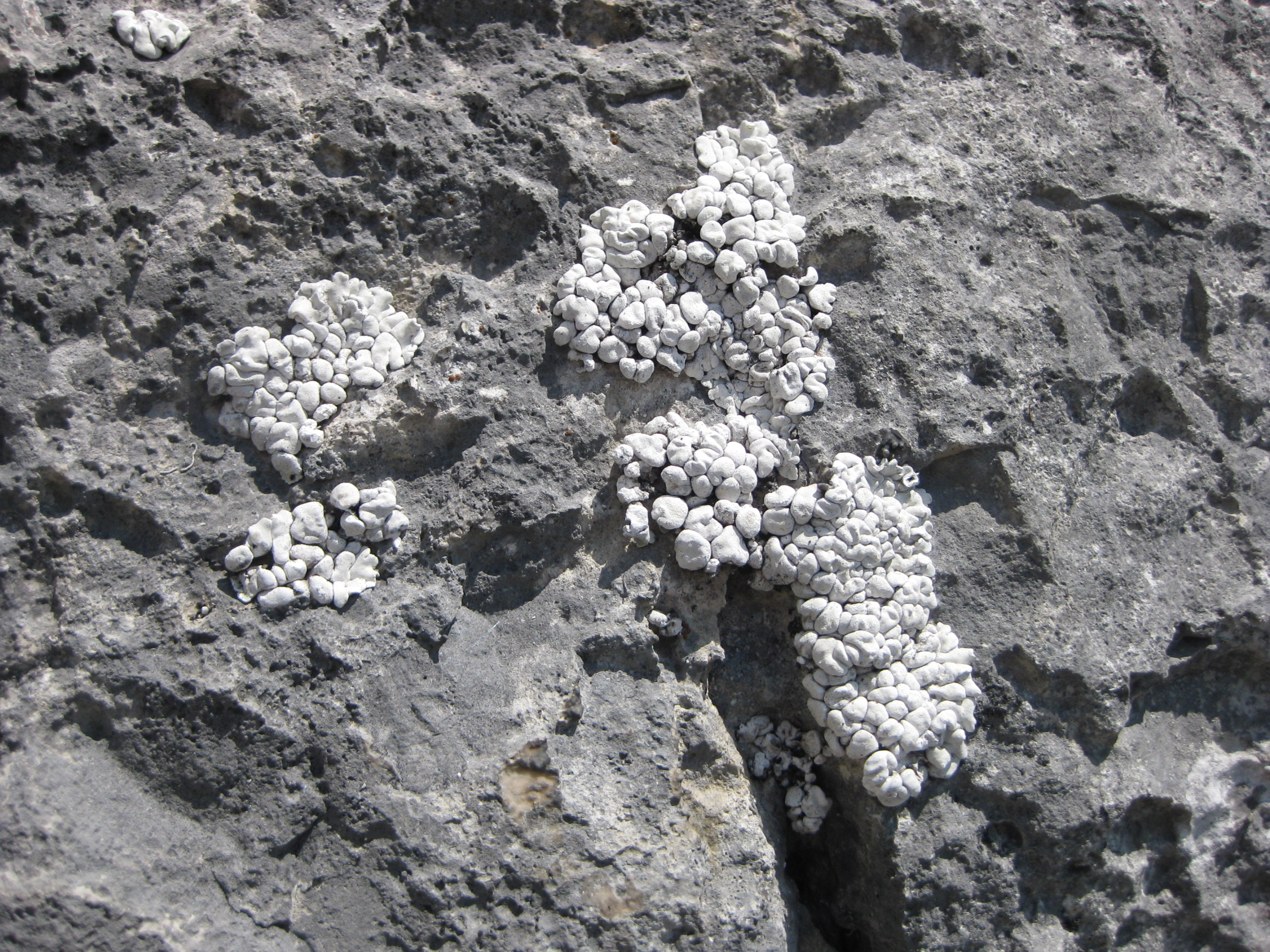